# São Paulo Indy 300
São Paulo Indy 300 — новый этап серии IRL IndyCar, дебютировавший в календаре в 2010 году в качестве стартового этапа нового сезона.

## История
О проведении этапа было официально объявлено 25 ноября 2009 — этап станет первой гонкой серии не на территории Северной Америки и Японии, и эта гонка стала первой гонкой американских чемпионатов на машинах с открытыми колёсами в Бразилии, со времен Rio 200 на трассе Жакарепагуа серии CART, в последний раз прошедшей в 2000 году. Команды серии получат неплохие призовые за участие и полную компенсацию всех транспортных расходов.
Трасса расположено в сан-паульском округе Сантана, известном в автогоночом мире, как место рождения таких непоследних лиц в бразильском и мировом автоспорте, как Айртон Сенна и Шико Ланди.

## Победители прошлых лет
| Год  | Пилот-победитель | Команда-победитель | Отчет |
| ---- | ---------------- | ------------------ | ----- |
| 2010 | Уилл Пауэр       | Team Penske        | Отчёт |
| 2011 | Уилл Пауэр       | Team Penske        | Отчёт |
| 2012 | Уилл Пауэр       | Team Penske        | Отчёт |
| 2013 | Джеймс Хинчклифф | Andretti Autosport | Отчёт |